# تکوین دستگاه گوارش
تکوین دستگاه گوارش (به انگلیسی: Development of the digestive system) در جنین انسان به بحث دربارۀ اپیتلیوم دستگاه گوارش و پارانشیم مشتقات آن می‌پردازد که از اندودرم سرچشمه می‌گیرند. بافت همبند، اجزای ماهیچه‌ای و اجزای صفاقی از مزودرم سرچشمه می‌گیرند. بخش‌های مختلف لوله گوارش مانند مری، معده، دوازدهه و غیره با درجه‌ای از رتینوئیک اسید مشخص می‌شوند که سبب می‌شود فاکتورهای رونویسی منحصربه‌فردی برای هر ناحیه بیان شود. تمایز لوله گوارش و مشتقات آن به فعل و انفعالات متقابل بین اندودرم لوله گوارش و مزودرم پیرامون آن بستگی دارد. ژن‌های هاکس (Hox) در مزودرم توسط یک مسیر سیگنال‌دهی خارپشتی که توسط اندودرم روده ترشح می‌شود، القا می‌شود و سازمان‌دهی سری-دمی لوله گوارش و مشتقات آن را تنظیم می‌کند. سیستم لوله گوارش از غشای حلقی تا غشای کلوآکی گسترش می‌یابد و به پیش‌روده (foregut)، میان‌روده (midgut) و روده پسین (hindgut) تقسیم می‌شود.